# 堀口修
堀口 修（ほりぐち おさむ、1949年 - ）は、日本の歴史学者。大正大学文学部教授。専門は日本近現代史。
中央大学大学院文学研究科博士課程満期退学。宮内庁書陵部編修課首席研究官を経て、現職。

## 著書
- 『宮内省の公文書類と図書に関する基礎的研究』（創泉堂出版、2011年）
- 『金子堅太郎と国際公法会』（創泉堂出版、2013年）
- 『関東大震災と皇室・宮内省』（創泉堂出版、2014年）

### 編著
- 『明治立憲君主制とシュタイン講義　天皇、政府、議会をめぐる論議』（慈学社出版、2007年）

### 刊行史料
- （岩壁義光・広瀬順晧）『花房義質関係文書　東京都立大学付属図書館所蔵　第2期』全11巻（北泉社、2002年） - マイクロフィルム
- 『「明治天皇紀」談話記録集成　臨時帝室編修局史料』全9巻（ゆまに書房、2003年）
- 『明治天皇関係文献集』全11巻（クレス出版、2003年）
- （西川誠）『末松子爵家所蔵文書　公刊明治天皇御紀編修委員会史料』上・下巻（ゆまに書房、2003年）
- （安在邦夫・福井淳）『影印本　足尾銅山鉱毒事件関係資料』全30巻（東京大学出版会、2009年）
- 『皇室皇族聖鑑』全3巻（クレス出版、2011年）
- 『皇族講話会資料選集　明治篇』全3巻（クレス出版、2019年）各・監修・解説